# Einar Lindberg (1916–1993)
Nils Einar Sigvard Lindberg, född 12 april 1916 i Limhamn, död 21 februari 1993 i Täby, var en svensk målare och grafiker.

## Biografi
Einar Lindberg var son till Axel Edvin Lindberg och Hilma Else Svenson samt gift med  Sonja Sofia Lindberg.  Lindberg studerade konst för Jules Schyl och grafik för Bertil Lundberg 1965–1967. 
Lindberg var medlem i Konstnärernas Samarbetsorganisation (KSO), Skånska Konstnärsklubben och Konstnärernas Riksorganisation (KRO). Han är jurybedömd av Skånes konstförening, Stockholmsalongen Limhamns konstförening, Trelleborgs Konstförening och finns representerad på Malmö Museum.

## Utställningar

### Separata utställningar
- Lunda Galleriet, 1969
- Limhamns Konstförening, 1971
- Karby Gård 1979: Målningar 1969-1978

### Grupputställningar
- Killbergs Konstsalong, Helsingborg, 1946
- Skånska Konstsalongen, Malmö, 1950
- Gruppen "Kontrast", Malmö Rådhus, 1954
- Stockholmssalongen, Liljevalchs 1965, 1968
- "Forum grafik" SDS-hallen, Malmö, 1965,1966,1967
- "Fem Grafiker". Galleri HS, Lund 1966
- Galleri Thalia, Malmö 1966
- "Gruppen", Charlottenborg Köpenhamn 1967
- "Forum Grafik", Gdansk, Polen, 1968
- Charlottenborg, Köpenhamn ,1968
- "Forum Grafik", Kristianstad, 1971
- Skånska Konstnärsklubben 1972
- Övriga grupputställningar: Malmö  1974, 1976, Svängsta 1973
- Galleri Attunda, Täby, 1981
- Grupp 84, Karby Gård - Täby 1985

### Samlingsutställningar
- Trelleborgs Konstförening, 1945
- Skånes Konstförening, 1957, 1959, 1961, 1964, 1966, 1967
- "Facett", Limhamns Konstförening. Malmö Rådhus, 1963
- Galleri Ströget, Malmö 1965
- Kulturama, Malmö 1965
- Stockholmssalongen, Skånes Konstförening